# Corynephorus fasciculatus
Corynephorus fasciculatus là một loài thực vật có hoa trong họ Hòa thảo. Loài này được Boiss. & Reut. mô tả khoa học đầu tiên năm 1852.